# 천주교 청주교구
천주교 청주교구(天主敎 淸州敎區，Diocese of Cheongju)는 대한민국의 제천시, 단양군(원주교구 관할)을 제외한 충청북도 전 지역, 세종특별자치시 부강면을 관할하는 로마 가톨릭교회의 교구이다.

## 관할구역
충청북도(영동군, 옥천군, 보은군, 청주시, 증평군, 진천군, 음성군, 괴산군, 충주시), 세종특별자치시(부강면)

## 연혁
청주 지역에 천주교가 전래된 것은 1801년 신유박해 이전으로 봄
- 1882년 이후 신교의 자유가 어느정도 허용되자 곧 여러 곳에 공소가 생겨 교세가 날로 늘어남
- 1896년 감곡에 첫본당 설립
- 1953년 감목대리구로서 메리놀 외방전교회에 위임됨
- 1958년 6월 23일 청주대목구설정 대목구장으로 파야고버신부임명
- 1958년 9월 16일 파야고버신부 주교서품
- 1962년 한국교계제도 설정으로 청주대목구 청주교구로 승격
- 1969년 6월 28일 파야고버주교 고령으로 교구장직 사임
- 1970년 6월25일 정진석 신부 청주교구장주교로 임명
- 1970년 10월13일 정진석 신부 주교서품및 교구장착좌
- 1998년 5월30일 정진석 주교 서울대주교로 전보
- 1999년 6월25일 장봉훈 가브리엘신부 교구장주교로 임명
- 1999년 8월24일 주교품서품및 교구장착좌

## 역대 교구장
- 1대 파(야고버) 주교 (1958년 7월 4일 ~ 1969년 6월 17일)
- 2대 정진석(니콜라오) 주교 (1970년 6월 25일 ~ 1998년 5월 30일)
- 3대 장봉훈(가브리엘) 주교 (1999년 8월 24일 ~ 2022년 5월 2일)
- 4대 김종강 (시몬) 주교 (2022년 5월 2일 ~ 현재)

## 관할 지구 및 본당
- 청원지구[충북 청주시 청원구] : 구룡, 내수, 내덕동 주교좌, 덕암, 사천동, 새터, 오창
- 상당지구[충북 청주시 상당구] : 금천동, 문의, 미원, 서운동, 수동, 영운동, 용담동, 용암동, 중흥
- 서원지구[충북 청주시 서원구, 세종특별자치시 부강면] : 모충동, 부강, 분평동, 사직동, 사창동, 산남동, 수곡동
- 흥덕지구[충북 청주시 흥덕구 남부] : 봉명동, 서청주, 성모성심, 성 유대철, 송절동, 신봉동, 옥산, 흥덕
- 강서지구[충북 청주시 흥덕구 북부] : 가경동, 강서동, 개신동, 만수, 복대동, 서경, 성화동, 오송
- 충주지구[충북 충주시 동북부] : 계명, 교현동, 목행동, 앙성, 엄정, 연수동, 중앙탑,
- 중부지구[충북 진천군, 증평군, 괴산군(연풍면 제외)] : 광혜원, 괴산, 덕산, 두촌, 목도(준본당), 백곡, 이월, 증평, 진천, 청천, 초중, 초평(준본당)
- 음성지구[충북 음성군] : 감곡, 금왕, 꽃동네(준본당), 대소, 맹동, 삼성, 생극, 소이, 음성
- 남부지구[충북 보은군, 옥천군, 영동군] : 보은, 삼승, 영동, 옥천, 이원, 청산, 학산, 황간
- 중원지구[충북 충주시 서남부, 괴산군 연풍면] : 문화동, 봉방동, 수안보, 안림동, 연풍(준본당), 주덕, 지현동

## 교육

### 대학교
- 꽃동네대학교

### 고등학교
- 매괴고등학교
- 양업고등학교

### 중학교
- 매괴여자중학교

### 특수학교
- 꽃동네학교
- 청주성신학교
- 충주성모학교
- 충주성심학교

## 의료기관
- 청주성모병원
- 충북재활의원
- 인곡자애병원